# I Live for the Weekend
«I Live for the Weekend» —en español: «Vivo para el fin de semana»— es una canción de hard rock escrita por Rik Emmett, Gil Moore y Mike Levine.  Se encuentra originalmente como la primera pista del álbum de estudio Progressions of Power de la banda canadiense de hard rock Triumph, lanzado en 1980 por Attic Records y RCA Records.

## Lanzamiento y recepción
Este tema fue publicado como el segundo y último sencillo de Progressions of Power en 1980 por las discográficas Attic Records y RCA Records, dependiendo el país de lanzamiento.
A diferencia de otros sencillos anteriores, «I Live for the Weekend» no entró en las listas de popularidad en Canadá y Estados Unidos. Sin embargo, sorpresivamente esta melodía se posicionó en el 59.º lugar de la UK Singles Chart de la The Official UK Charts Company británica el 22 de noviembre de 1980, siendo la única canción de Triumph en colocarse en alguna posición de dicha lista.

## Versiones
Las versiones canadiense y británica de «I Live for the Weekend» se diferencian entre sí por una cosa: la canción secundaria del sencillo. En la primera se encuentra la canción «American Girls», mientras que en la edición lanzada en el Reino Unido se numeró «Lay It on the Line» en el lado B del vinilo.

## Lista de canciones

### Versión canadiense

#### Lado A
| side one |                          |                                      |               |          |  |
| N.º      | Título                   | Escritor(es)                         | Voz principal | Duración |  |
| 1.       | «I Live for the Weekend» | Rik Emmett / Gil Moore / Mike Levine | Gil Moore     | 3:50     |  |

#### Lado B
| side one |                  |              |               |          |  |
| N.º      | Título           | Escritor(es) | Voz principal | Duración |  |
| 2.       | «American Girls» | Gil Moore    | Gil Moore     | 4:50     |  |

### Versión británica

#### Lado A
| side one |                          |                         |               |          |  |
| N.º      | Título                   | Escritor(es)            | Voz principal | Duración |  |
| 1.       | «I Live for the Weekend» | Emmett / Moore / Levine | Gil Moore     | 3:50     |  |

#### Lado B
| side one |                      |              |               |          |  |
| N.º      | Título               | Escritor(es) | Voz principal | Duración |  |
| 2.       | «Lay It on the Line» | Rik Emmett   | Rik Emmett    | 3:45     |  |

## Créditos
- Rik Emmett — voz principal (en la canción «Lay It on the Line»), guitarra acústica, guitarra eléctrica y coros.
- Gil Moore — voz principal (en las canciones «I Live for the Weekend» y «American Girls»), batería y coros.
- Mike Levine — bajo, teclados y coros.

## Listas
| Año  | País        | Lista            | Posición máxima |
| ---- | ----------- | ---------------- | --------------- |
| 1980 | Reino Unido | UK Singles Chart | 59.º            |